# Yunmenglong
Yunmenglong é um gènero de dinossauro do clado Somphospondyli. Há uma única espécie descrita para o gênero Yunmenglong ruyangensis. Seus restos fósseis foram encontrados na formação Haoling, província de Henan, China, e datado do Cretáceo Inferior.